# Roger Couderc
Roger Couderc (Souillac, Lot; 12 de julio de 1918-Bron; 25 de febrero de 1984) fue un periodista deportivo francés, especialista en rugby.
Sus comentarios entusiastas, en televisión y radio, han contribuido en gran medida a expandir la popularidad del rugby en Francia, especialmente al norte del Loira. Los jugadores de la selección de Francia lo apodaron "el decimosexto hombre del XV de Francia".